# David Caruso

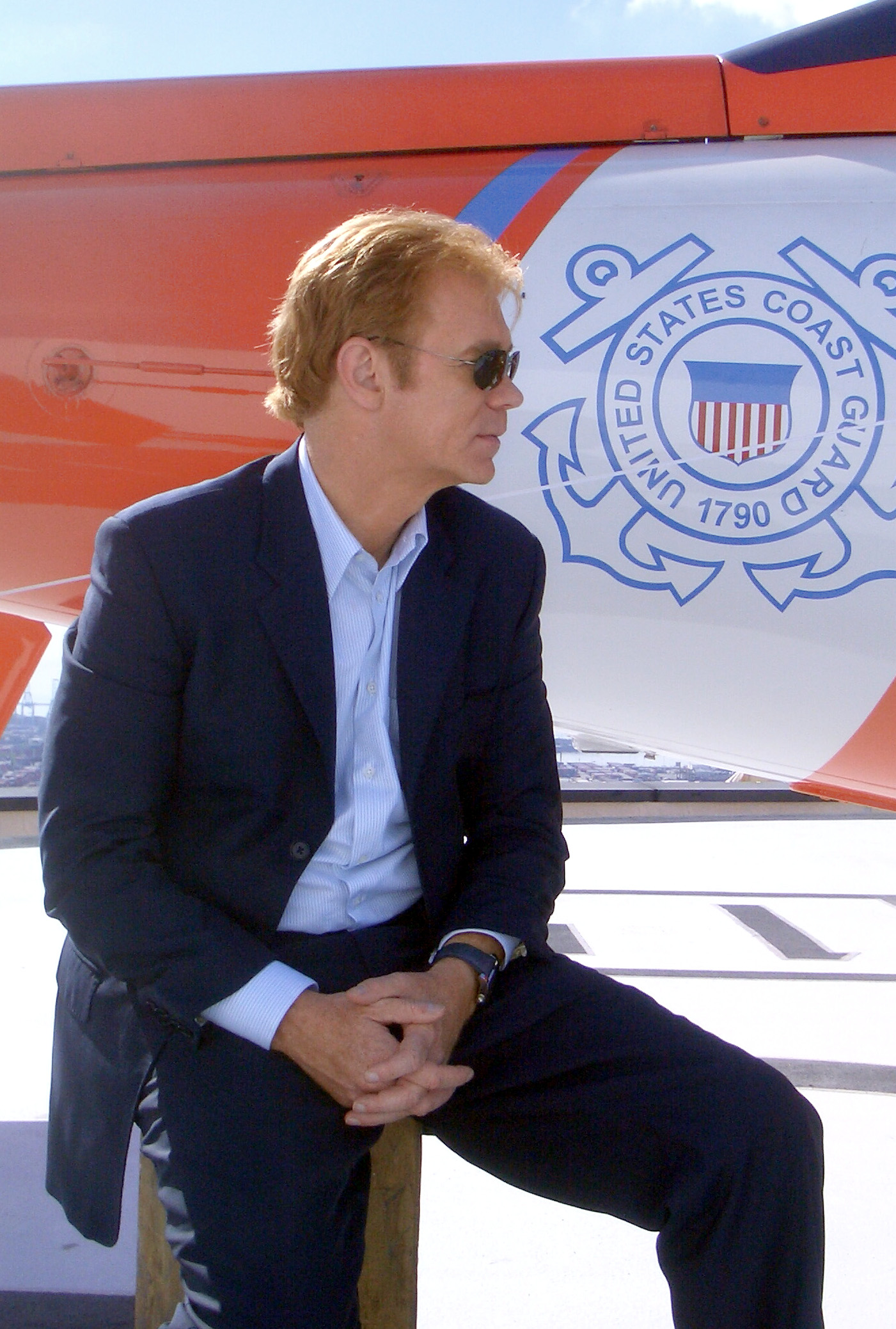
David Caruso in Los Angeles (2004)

David Stephen Caruso (* 7. Januar 1956 in New York City) ist ein ehemaliger US-amerikanischer Schauspieler. Seine bekannteste Rolle ist die des Lieutenant Horatio Caine in der Fernsehserie CSI: Miami (2002–2012).

## Leben
Caruso wuchs als Kind italienisch- und irischstämmiger Eltern auf. Er machte seinen Abschluss an der Archbishop Molloy High School in Briarwood, Queens, New York. Er gab sein Debüt 1976 im Pilotfilm der kurzlebigen Serie Archie. Unzufrieden mit seiner Leistung heuerte die Produktion einen neuen Schauspieler, Dennis Bowen, an, der dann alle Szenen erneut drehte. Dennoch blieb Caruso die folgenden Jahre als Schauspieler tätig, zunächst mit eher geringem Erfolg.
Einer seiner ersten Filmauftritte war 1982 die Rolle des Topper Daniels in Ein Offizier und Gentleman. Im selben Jahr spielte er außerdem die Rolle des Hilfssheriffs Mitch in Rambo. Danach nahm seine Karriere bei Film und Fernsehen langsam an Fahrt auf, wenngleich er vor allem auf Nebenrollen beschränkt blieb. 1986 hatte er einen kleinen Auftritt im Musikvideo des Liedes Voyage, voyage der französischen Sängerin Desireless. Weitere Filmrollen folgten in der Komödie Twins – Zwillinge (1988) sowie in dem Mafiafilm King of New York.
Carusos Durchbruch kam 1993 in der Fernsehserie NYPD Blue, in der er die Rolle des Detective John Kelly verkörperte. Für seine Darstellung gewann er den Golden Globe Award und erhielt eine Emmy-Nominierung. Er verließ NYPD Blue jedoch bereits ein Jahr später nach der zweiten Staffel, um eine ambitionierte Filmkarriere zu verfolgen. Abgesehen von den Hauptrollen in Jade und Kiss of Death (beide 1995) wurden ihm jedoch nur wenige attraktive Rollen angeboten. Daher kehrte er bereits Ende der 1990er-Jahre mit der kurzlebigen Serie Michael Hayes: Für Recht und Gerechtigkeit (1997–1998) auf die Fernsehbildschirme zurück.
Weltweite Bekanntheit erlangte Caruso schließlich vor allem durch seine Hauptrolle als Lieutenant Horatio Caine aus der Fernsehserie CSI: Miami, die von 2002 bis 2012 ausgestrahlt wurde. Zu den Markenzeichen seiner Figur entwickelten sich die Sonnenbrille und mal witzige, mal schneidende Bemerkungen. Er trat mit dieser Figur auch in anderen CSI-Serien auf. CSI: Miami war über Jahre sehr erfolgreich, wurde aber 2012 wegen sinkender Einschaltquoten und steigender Produktionskosten eingestellt.
Nach dem Ende von CSI: Miami zog er sich 2012 aus dem Schauspielberuf zurück. Caruso ist Miteigentümer eines Möbel- und Bekleidungsgeschäftes in Miami, Florida. Zudem hat er sich seit dem Ende seiner Schauspielkarriere im Kunsthandel betätigt.

## Privatleben
Caruso war dreimal verheiratet und hat drei Kinder. Seine drei Ehefrauen waren Cheri Maugans (1979–1984), Rachel Ticotin (1984–1987) und Margaret Buckley (1996–2005). Aus der Ehe mit Rachel Ticotin ging 1984 die Tochter Greta hervor. Während der Ehe mit Margaret Buckley entwickelte sich 2004 eine Beziehung mit Liza Marquez, aus der zwei weitere Kinder, ein Sohn und eine Tochter, hervorgingen und die bis 2007 dauerte. Seit 2008 ist er mit Amina Tyrone liiert.

## Synchronisation
In den Serien NYPD Blue, Michael Hayes – Für Recht und Gerechtigkeit, CSI: Den Tätern auf der Spur, CSI: NY und CSI: Miami wird er von Lutz Mackensy synchronisiert. 

## Filmografie (Auswahl)
- 1980: Das Geheimnis der fliegenden Teufel (Without Warning)
- 1981–1983: Polizeirevier Hill Street (Hill Street Blues, Fernsehserie, 7 Folgen)
- 1982: Rambo (First Blood)
- 1982: Ein Offizier und Gentleman (An Officer and a Gentleman)
- 1983: CHiPs (Fernsehserie, Folge 6x12)
- 1983: T.J. Hooker (Fernsehserie, Folge 2x19)
- 1984: Als Amerika nach Olympia kam (The First Olympics: Athens 1896, Fernsehfilm)
- 1984: Nachts werden Träume wahr (Thief of Hearts)
- 1986: Blue City
- 1986, 1988: Crime Story (Fernsehserie, 2 Folgen)
- 1987: Krieg in Chinatown (China Girl)
- 1988: Twins – Zwillinge (Twins)
- 1990: King of New York – König zwischen Tag und Nacht (King of New York)
- 1991: Hudson Hawk – Der Meisterdieb (Hudson Hawk)
- 1991: Operation Haifisch – Lautlos kommt der Tod (Mission of the Shark: The Saga of the U.S.S. Indianapolis)
- 1993: Sein Name ist Mad Dog (Mad Dog and Glory)
- 1993–1994: New York Cops – NYPD Blue (NYPD Blue, Fernsehserie, 26 Folgen)
- 1995: Kiss of Death
- 1995: Jade
- 1997: The Hunt (Cold Around the Heart)
- 1997–1998: Michael Hayes: Für Recht und Gerechtigkeit (Michael Hayes, Fernsehserie, 21 Folgen)
- 1998: Body Count – Flucht nach Miami (Body Count)
- 2000: Lebenszeichen – Proof of Life (Proof of Life)
- 2001: Session 9
- 2001: Kalte Angst (Black Point)
- 2002: CSI: Den Tätern auf der Spur (CSI: Crime Scene Investigation, Fernsehserie, Folge 2x22)
- 2002–2012: CSI: Miami (Fernsehserie, 232 Folgen)
- 2004: CSI: NY (Fernsehserie, Folge 2x07)

## Videospiel
- 2004: CSI: Miami (CSI Lieutenant Horatio Caine Synchronisation)

## Filmpreise und Nominierungen
- 1994 Golden Globe (Bester Hauptdarsteller in einer Fernsehserie für New York Cops – NYPD Blue)
- 1994 Emmy (Nominierung: Bester Hauptdarsteller in einer Fernsehserie für New York Cops – NYPD Blue)
- 1995: David Caruso wurde als schlechtester neuer Schauspieler für die Goldene Himbeere nominiert (für Jade und Kiss of Death).
- 2001 Blockbuster Entertainment Award (Nominierung: Bester Nebendarsteller für Lebenszeichen – Proof of Life)